# Wolfgang Leder
Wolfgang Leder (* 11. August 1936 in Duisburg; † 1. Februar 1978) war ein deutscher Komponist und Dirigent.

## Biografie
Wolfgang Leder erhielt seinen ersten privaten Klavierunterricht im Alter von 10 Jahren.
Von 1954 bis 1955 studierte er an der Staatlichen Hochschule für Theater und Musik Halle bei Hans-Georg Görner mit dem Hauptfach Tonsatz. Nach der Auflösung der Hochschule in Halle setzte Wolfgang Leder sein Studium an der Musikhochschule Leipzig fort. Bis zu seinem Staatsexamen im Jahre 1959 studierte er dort Oboe und Tonsatz bei Johannes Weyrauch, Paul Schenk und dem Kammervirtuosen Willi Gerlach.
Dirigat und Komposition studierte er von 1972 bis 1973 an der Musikhochschule „Hanns-Eisler“ Berlin.
Ab 1959 war Wolfgang Leder Solo-Oboist beim Stabsmusikkorps der Luftstreitkräfte der DDR in Cottbus und ab 1962 stellvertretender Leiter des Orchesters, bis er 1977 dessen Leitung übernahm.
Erste Kompositionen entstanden während seiner Studentenzeit. Zahlreiche weitere Kompositionen wie Märsche, konzertante Blasmusik, Tanz- und Unterhaltungsmusik sowie Volksmusik entstanden vor allem während seiner Tätigkeit in Cottbus. Hier war er auch Mitglied, und später Vorsitzender, des Verbandes der Komponisten und Musikwissenschaftler der DDR im Bezirk Cottbus.
Bis 1971 waren bereits 120 Arrangements für Blasorchester, Sinfonie- und Kammerorchester sowie Volkskunstgruppen und Vereine bekannt, viele seiner Kompositionen sind bei der GEMA verzeichnet.
Einige seiner Werke wurden auf Schallplatten und auf CD veröffentlicht.
Während der Vorbereitungen zu einem Festkonzert in der Stadthalle Karl-Marx-Stadt (Chemnitz) verstarb Wolfgang Leder am 1. Februar 1978 im Alter von 41 Jahren.

## Werke
- Märsche für Blasorchester
- konzertante Blasmusik
- Quintette
- Unterhaltungs- und Volksmusik
- Kinderlied „der lange Weg zur Schule“

### Werktitel-Auszug /Rolle/Werk-Nr.-GEMA
- Rondo über ein sorbisches Volkslied /Komposition/2655197
- Luftstreitkräfte startbereit /Komposition/8227019
- Lausitzer Rhapsodie /Komposition/8226912
- Auensee-Polka /Komposition/8227017
- Der Weg zur Schule /Komposition/8227002
- Marsch der FLA-Raketen-Truppen /Komposition/7712997

### Tonträger
- LP „Luftstreitkräfte startbereit“ bei Eterna
- LP „Lausitzer Musikanten spielen auf“ bei Amiga
- LP ""Blasmusik Spezialitäten" bei Amiga
- CD „Heeresmusikkorps Ost“ („Rondo über ein sorbisches Volkslied“) Tonstudio Amos AG
- CD „In Reih und Glied“ Barbarossa-Musikverlag

### Noten/ Auszug
- „Suite für 5 Bläser“ Musikverlag Sandmann – Edition Golden Brass
- „Rondo über ein sorbisches Volkslied“ Musikverlag Sandmann – Edition Golden Brass
- „Marsch der FLA-Raketentruppen“ Musikverlag Sandmann – Edition Golden Brass
- „Luftparade“ Musikverlag Sandmann – Edition Golden Brass
- „Prosu, Musikanca“ Musikverlag Sandmann – Edition Golden Brass